# 목기
목기(木器)는 나무로 만든 그릇을 가리키는 단어이다. 그 종류에는 목판, 함지, 귀함지, 찬합, 구절판 등이 있으며, 사찰에서 승려들이 공양할 때 쓰는 발우도 여기에 속한다.

## 참고 문헌
- 이 문서에는 다음커뮤니케이션(현 카카오)에서 GFDL 또는 CC-SA 라이선스로 배포한 글로벌 세계대백과사전의 내용을 기초로 작성된 글이 포함되어 있습니다.